# Kajetán
A Kajetán a latin Gaetanus névből származik, a jelentése Gaeta városból való férfi.

## Gyakorisága
Az 1990-es években szórványos név, a 2000-es években nem szerepel a 100 leggyakoribb férfinév között.

## Névnapok
- augusztus 7.[2]

## Híres Kajetánok
- Banovits Kajetán mérnök, sportvezető
- Erdődy Kajetán gróf varasdi főispán
- Faragó Kajetán minorita rendi szerzetes, költő